# チャールズ・ブランドン (初代サフォーク公爵)
初代サフォーク公爵チャールズ・ブランドン（英: Charles Brandon, 1st Duke of Suffolk, 1484年頃 - 1545年8月22日）は、イングランドの貴族、軍人、廷臣。イングランド王ヘンリー8世の寵臣。一介の騎士の息子に生まれながら驚異的な早さで出世し、1514年にサフォーク公に叙爵された。1515年にはフランス王ルイ12世の未亡人となった王妹メアリーと結婚、後に孫娘の一人ジェーン・グレイが短期間ながらイングランド女王となっている。

## 生涯

### 出生と幼少期

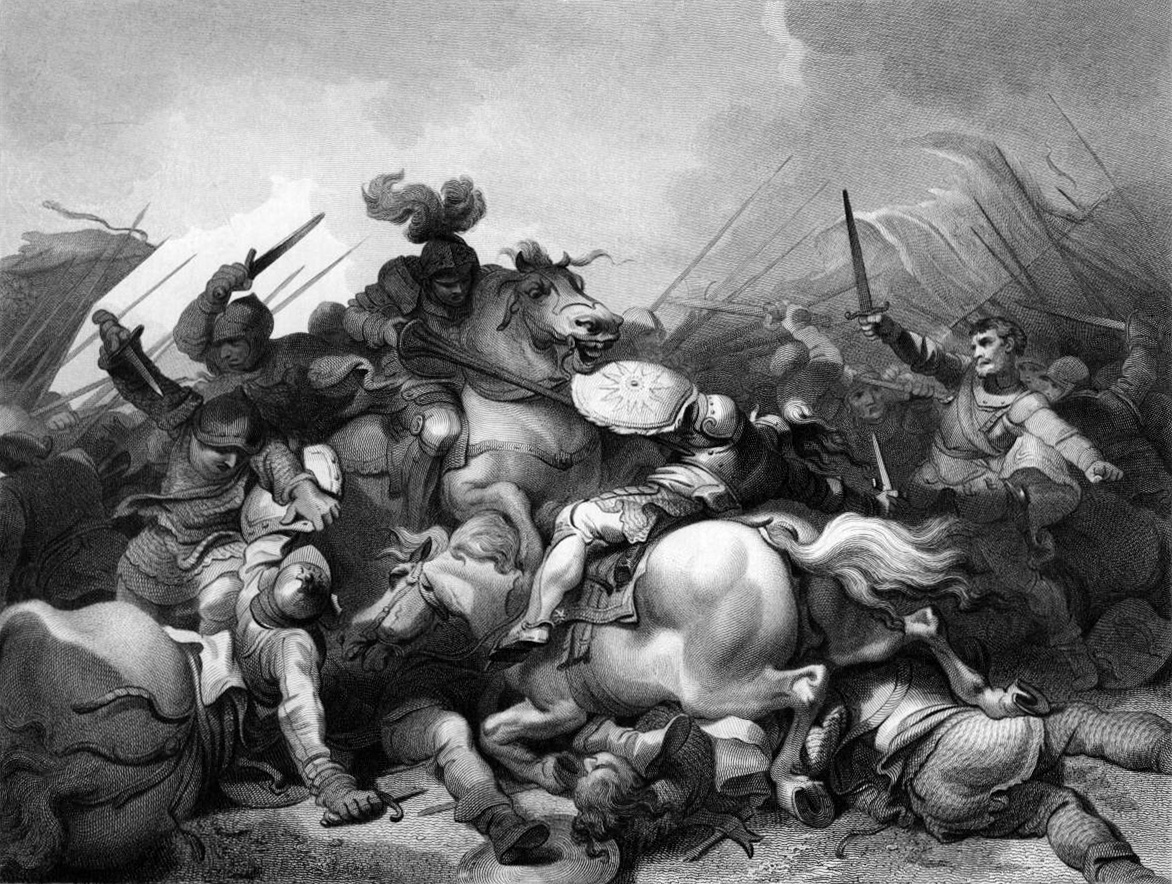
ボズワースの戦い、フィリップ・ジェイムズ・ド・ラウザーバーグ画、1804年

サー・ウィリアム・ブランドンと、エセックス州サウス・オッケンドンの地主サー・ヘンリー・ブルーイン（Sir Henry Bruyn）の跡取り娘エリザベス・ブルーイン（Elizabeth Bruyn）の間の息子として生まれた。ウィリアムと弟のサー・トマス・ブランドンはリチャード3世を敵視しており、第2代バッキンガム公ヘンリー・スタッフォードによるリチャード3世に対する1483年の反乱にも参加した。反乱軍の壊滅後、兄弟はブルターニュ地方に逃れ、イングランド王位を請求するリッチモンド伯ヘンリー・テューダー（後のヘンリー7世）の与党となった。母エリザベスは1484年にパリで長男を産んだとされるが、これがチャールズなのか兄弟のウィリアムなのかは判然としない。ただし、チャールズの洗礼名はフランス王シャルル8世にちなむものであるため、この長男はチャールズである可能性が高い。
1485年、父ウィリアムはリッチモンド伯とともに侵攻軍に加わってイングランドに渡った。そして同年8月のボズワースの戦いの最中、リッチモンド伯の王旗を掲げる旗手として従軍した際に、リチャード3世本人の手にかかって落命した。

### 宮廷での青年時代
1494年3月に母が死ぬと、チャールズ・ブランドンは孤児となった。この間にヘンリー7世の宮廷で重要な役職に就いていた叔父のトマスが、おそらくチャールズを宮廷に呼んだと思われる。1501年、ブランドンは王太子アーサーの婚礼の翌朝に近侍したが、王太子夫妻の新居ラドロー城には随行しなかった。17世紀の歴史家ウィリアム・ダグデイルは、ブランドンはこの時期にヘンリー王子（後のヘンリー8世）の侍臣となった、ないしヘンリーと一緒に教育を受けていたと考えたが、この主張に根拠はない。ただし、ヘンリー王子の侍従の妻メアリー・レディング（Mary Redyng）はブランドンの実の叔母であり、夫妻が王子の家政を取り仕切っていたため、ブランドンはヘンリー王子の家臣団と近しい関係にあったことは間違いない。
1503年頃、ブランドンは王の食卓係として正式な宮廷の一員となり、1505年から1509年にかけてエセックス伯ヘンリー・バウチャーに仕える騎兵大尉となった。ブランドンとヘンリー王子は様々な共通の趣味を持ち、とりわけジョストやジュ・ド・ポームのようなスポーツ競技への情熱を共有していたことが、2人の生涯の友情を育んだと考えられる。

### サフォーク公爵

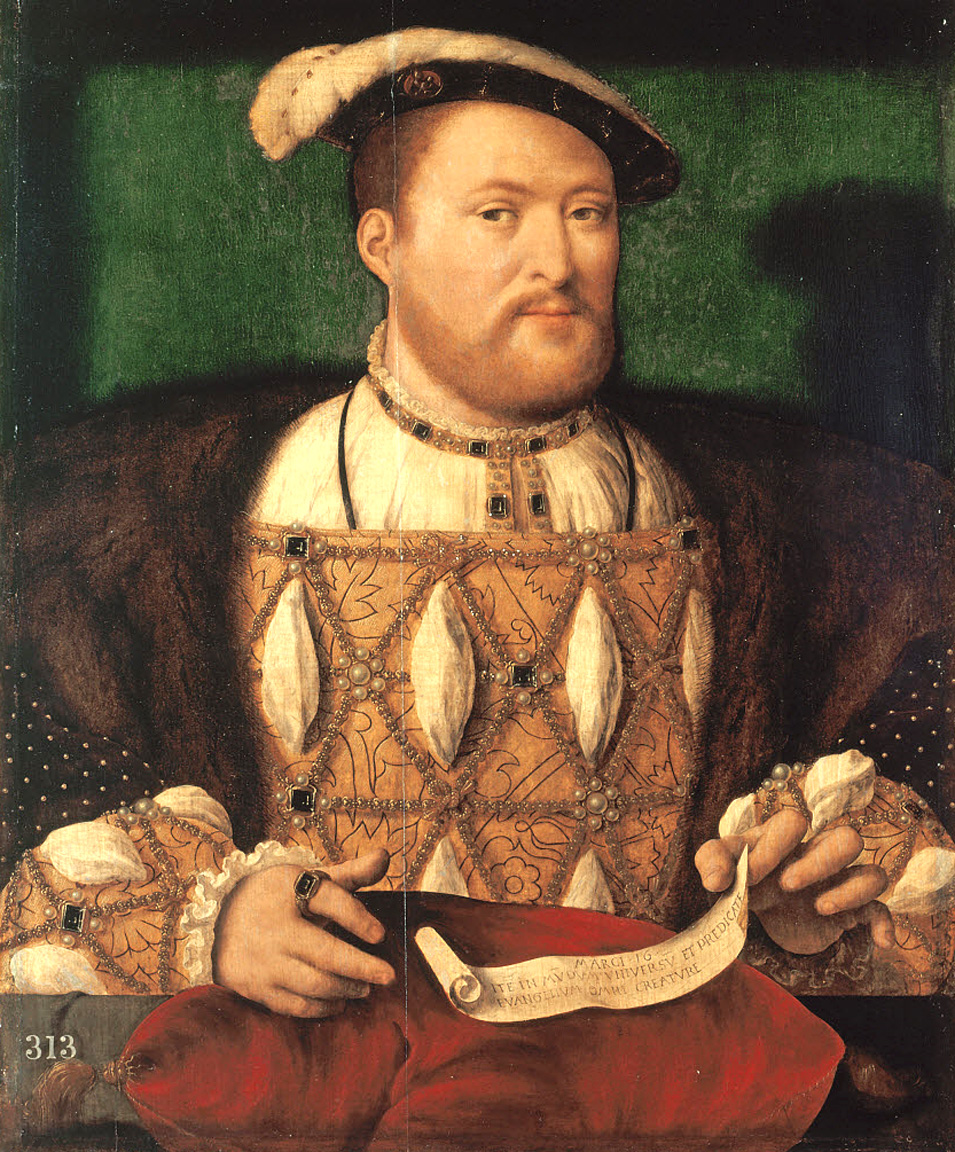
主君かつ親友で、後に義兄となったヘンリー8世、ヨース・ファン・クレーフェ画、1535年頃

1509年にヘンリー8世が王位に就くと、ブランドンは王の寵愛を一身に受ける存在となった。テューダー朝時代の出世頭たちに典型的な、破格の地位上昇がブランドンにも訪れ、ブランドンはわずか5年で盾持ちからイングランドで最も高位の公爵にまで登りつめることになる。
1505年、ブランドンはカレー総督サー・アンソニー・ブラウンの娘アン・ブラウン（1511年没）と婚約した。ブランドンとアンは教会法に則った正規の婚姻手続きを踏まずに、両人の合意による事実婚（per verba de praesenti）を選んだ。1506年に2人の間には長女が生まれた。ところが同年、ブランドンはアンの伯母で裕福な未亡人であるマーガレット・ネヴィル（1466年生）と結婚する。マーガレットはモンターギュ侯ジョン・ネヴィルの娘で、「キングメーカー」と呼ばれたウォリック伯リチャード・ネヴィルの姪である。ブラウン家はこの結婚を容認したものの、翌1507年にはブランドンはマーガレットとの結婚を解消し、1508年に正式にアン・ブラウンと結婚した。1510年に次女メアリーが産まれるが、その翌年にアンは没する。
1512年、ブランドンはライル子爵家の女子相続人でわずか8歳のエリザベス・グレイと婚約した。ヘンリー8世はこの婚約を踏まえ、1513年5月15日にライル子爵位をブランドンに授けた。エリザベスとブランドンの結婚は実現せず、エリザベスはエクセター侯爵の妻となった。
ライル子爵となったブランドンは、王に随行してフランスに赴き、さらにネーデルラントで神聖ローマ皇帝マクシミリアン1世の娘のネーデルラント総督マルガレーテ大公女を訪ね、皇帝の孫のスペイン王カルロス1世（次代の皇帝カール5世）とヘンリー8世の妹メアリーとの縁組について協議した。この機会にブランドンがマルガレーテ大公女に親密な態度で接するのを許されたことは、世間の注目を浴びた。
ブランドンは1513年、1523年、1544年の3回にわたり、対フランス戦争に指揮官として参加した。
1514年2月1日、ヘンリー8世はブランドンをサフォーク公爵に叙した。公爵位は王室の近縁者でテューダー家に反逆したエドムンド・ド・ラ・ポールから剥奪されたものであり、ド・ラ・ポール家の膨大な所領とともにブランドンに与えられた。当時、イングランドには公爵の称号を持つ者はノーフォーク公トマス・ハワードとバッキンガム公エドワード・スタッフォードの2人しかおらず、サフォーク公チャールズ・ブランドンは新たに3人目の公爵となった。ブランドンの王に対する影響力は、大法官トマス・ウルジー枢機卿に匹敵するとまで評されるようになった。

### 王妹との結婚

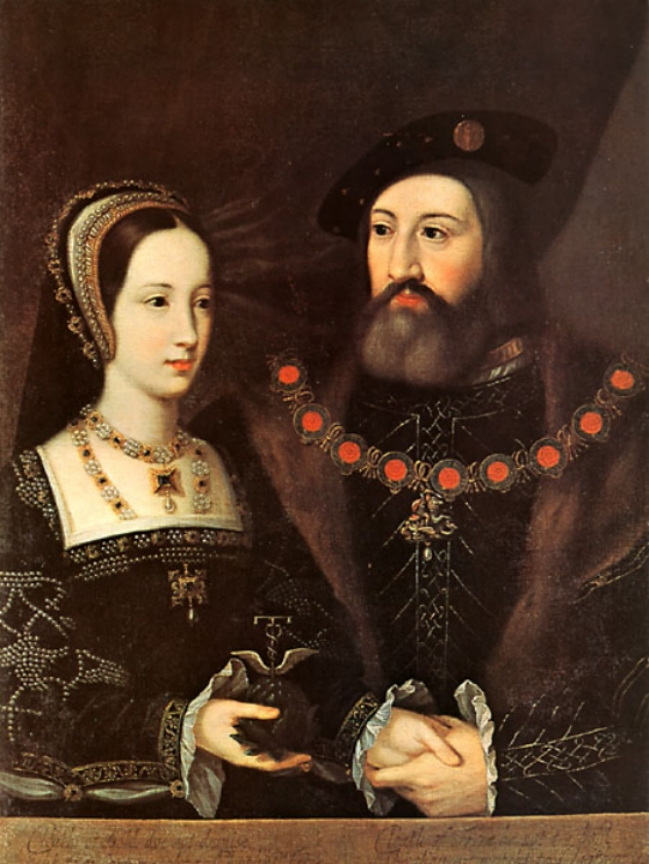
ブランドンとメアリー王女、2人の結婚の記念に制作された肖像画、1515年頃

同じ1514年、メアリー王女のハプスブルク家との縁組は一旦立ち消えになり、英仏間の和平の証として、初老のフランス王ルイ12世に嫁ぐことが決まった。王のお気に入りの妹だったメアリーは、2度目の結婚相手は好きに選んで良いという言質を王から取り付けた上で、フランス王との結婚を了承した。この時、既にメアリーとブランドンは恋人同士になっていた。メアリーとフランス王の婚儀は1514年8月13日に執り行われた。
ルイ12世はその年の大晦日に突然倒れ、死去した。フランスの新王フランソワ1世は若い義母メアリーからブランドンへの恋心を打ち明けられ、メアリーをフランス人と結婚させるか、ブランドンとの恋愛結婚を貫かせるか出来ればよいと考えるようになった。すでにメアリーとカルロス1世との縁談が復活しており、もし実現すればフランスには不利だからである。
ブランドンは前王妃メアリーを連れ帰る任務と、ヘンリー8世からの新王フランソワ1世即位の祝辞を届ける任務を携えて、フランスに渡った。ブランドンは1515年2月1日にフランソワ1世との謁見を果たすが、フランソワ王は2月中にメアリーとブランドンをクリュニーで秘かに結婚させてしまった。フランソワ1世はさらに2人の結婚を実現させた見返りとして、メアリーがイングランドに持ち帰る予定だった花嫁持参金の返還を辞退するよう求めた。ウルジーとヘンリー8世の必死の外交努力により、メアリーの持参金はイングランドに全額返済された。
1515年5月13日、ブランドンとメアリー王女の正式な婚礼が国王夫妻臨席のもと、グリニッジのプラセンティア宮殿で執り行われた。ブランドンは今や国王の義弟となったものの、宮廷儀礼においては一臣下として王の前には跪かねばならず、宮中の儀式では常に妻が上位で優先権を持っていた。ブランドンがメアリー王女と夫婦として対等に扱われることは一度もなかった。
1516年3月11日、メアリー王女は第1子となる男児を出産し、息子は伯父の国王にちなんでヘンリーと名付けられたが、1522年に死んだ。続いてフランセス（1517年生）とエリナー（1519年頃生）の2人の娘が生まれた後、1523年に2人目の男児ヘンリーを授かった。第3子と第4子については、正確な生年月日は判明していない。
ブランドンはヘンリー8世とフランソワ1世が1520年にカレー近郊で開いた会見（金襴の陣）にも随行し、妻とともにフランス帰りのアン・ブーリンが王妃キャサリン・オブ・アラゴンの侍女として宮廷入りするのを口添えした。1525年、ブランドンの次男ヘンリーがリンカーン伯爵に叙爵されたことは、王の庶子ヘンリー・フィッツロイがリッチモンド公爵およびサマセット公爵に取り立てられたことと同様、キャサリン王妃の心と名誉を酷く傷つける出来事となった。この時期以降、メアリー王女は次第に病気がちになっていった。メアリーは1533年6月26日、ブランドンがアン・ブーリンの王妃戴冠式の責任者として多忙を極める中で死去した。

### 晩年

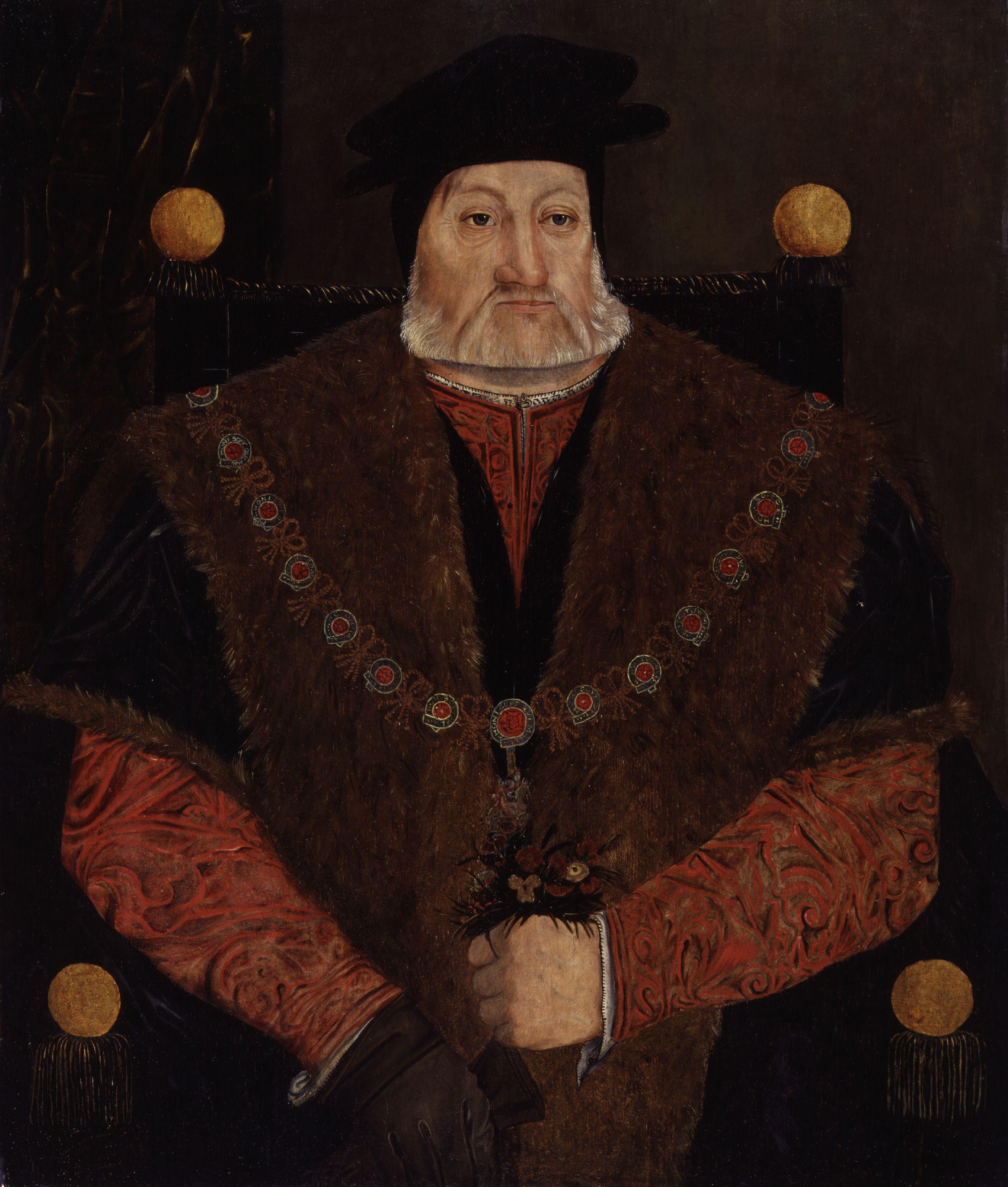
晩年のサフォーク公爵、1540年代

1533年9月、メアリーと死別してわずか3か月後、ブランドンは14歳の裕福な女子相続人キャサリン・ウィロビーと4度目の結婚をした。スペイン大使ウスタシュ・シャピュイは主君のカルロス1世に宛てた書簡の中で、この結婚について「公爵は来週の日曜日にウィロビー卿夫人と呼ばれるスペイン婦人の娘と結婚するそうです。」と言及した。そしてこの結婚を次のように皮肉った、「これで公爵はご婦人方のために大いに奉仕をなさいました。普通、ご婦人が夫君の死後すぐに再婚すれば非難されるものですが、これからは公爵の作った先例を挙げて、そうした非難に反論することが出来るのですから。」
1534年、ブランドンと先妻メアリー王女の間の次男ヘンリーが死去した。血縁の絆となる者を失った後も、ブランドンとヘンリー8世の結びつきは強固なままだった。ブランドンはアン・ブーリンの処刑に立ち会い、恩寵の巡礼の鎮圧を指揮した。ブランドンは1536年以降に没収された教会財産を王からふんだんに分け与えられ、さらに裕福になった。
ブランドンは穏やかな晩年を送り、1545年にサリー州のギルフォード城で亡くなった。4度目の結婚でもうけた2人の息子、ヘンリーとチャールズはともに1551年7月14日、イングランドを襲った粟粒熱により、相次いで死亡している。

## 子女
| 名前                           | 生年                   | 没年                   | 付記 |
| アン・ブラウンとの子供         | アン・ブラウンとの子供 | アン・ブラウンとの子供 | アン・ブラウンとの子供                                                                                   |
| ------------------------------ | ---------------------- | ---------------------- | --- |
| アン・ブランドン               | 1507-1509年頃          | 1558年1月              | 1525年、第3代グレイ・オブ・ポウィス男爵エドワード・グレイと結婚                                          |
| メアリー・ブランドン           | 1510年6月2日           | 1540-1544年            | 1527年以前に、第2代モンティーグル男爵トマス・スタンリーと結婚                                            |
| メアリー・テューダーとの子供   |                        |                        | |
| ヘンリー・ブランドン           | 1516年3月11日          | 1522年以前             | 夭逝 |
| フランセス・ブランドン         | 1517年7月16日          | 1559年11月20日         | 1533年に初代サフォーク公爵ヘンリー・グレイと結婚、1555年にエイドリアン・ストークスと再婚                 |
| エリナー・ブランドン           | 1518-21年              | 1547年9月27日          | 1537年、第2代カンバーランド伯爵ヘンリー・クリフォードと結婚                                              |
| ヘンリー・ブランドン           | 1522/23年頃            | 1534年3月1日           | 初代リンカーン伯爵                                                                                       |
| キャサリン・ウィロビーとの子供 |                        |                        | |
| ヘンリー・ブランドン           | 1535年9月18日          | 1551年7月14日          | 第2代サフォーク公爵                                                                                      |
| チャールズ・ブランドン         | 1537年頃               | 1551年7月14日          | 第3代サフォーク公爵                                                                                      |
| 婚外子                         |                        |                        | |
| サー・チャールズ・ブランドン   | 不明                   | 1551年                 | サー・ジェームズ・ストロングウェイズの未亡人エリザベスと結婚、1544年の父親のフランス遠征に騎兵として従軍 |
| フランセス・ブランドン         | 不明                   | 不明                   | ウィリアム・サンドンと結婚、アンドリュー・ビルズビーと再婚                                               |
| メアリー・ブランドン           | 不明                   | 不明                   | ノーフォーク・スコットウの地主ロバート・ボールと結婚                                                     |

## フィクション
チャールズ・ブランドンの生涯は、メアリー・テューダーとのロマンス、ヘンリー8世との友情といった題材で多くの映画や歴史物語の題材となった。

### 文学・小説
- ウィリアム・シェイクスピア『ヘンリー八世』（1612/13年）
- ジーン・プレイディー『Mary, Queen of France』（1964年）
- ヒラリー・マンテル『ウルフ・ホール』（2009年）、『罪人を召し出せ』(2012年)

### 映像作品
- 『Henry VIII.』（1911年） - 演：エドワード・オニール(Edward O'Neill)
- 『武士道華かなりし頃(When Knighthood Was in Flower)』（1922年） -　演：フォレスト・スタンリー(Forrest Stanley)
- 『剣と薔薇(The Sword and the Rose)』（1953年） - 演：リチャード・トッド
- 『The Six Wives of Henry VIII - Catherine of Aragon』（1970年） - 演：レイモンド・アダムソン(Raymond Adamson)
- 『The Famous History of the Life of King Henry the Eight』（1979年） - 演：ルイス・フィアンダー(Lewis Fiander)
- 『THE TUDORS〜背徳の王冠〜』（2007年 - 2010年） - 演：ヘンリー・カヴィル